# Elbrinxen
Elbrinxen is een plaats in de Duitse gemeente Lügde (deelstaat Noordrijn-Westfalen), en telt 1.093 inwoners (2020 ).
Het dorp ligt aan de provinciale weg van Lügde-stad (7 km noordwaarts)  naar Rischenau (4 km zuidwaarts).

## Geschiedenis
Elbrinxen bestaat sedert de middeleeuwen.
Het dorp is in 2018-2019 negatief in het nieuws geweest, doordat op een camping bij het dorp drie mannen tien jaar lang, van 2008 tot 2018, kinderen, onder wie het pleegdochtertje van een van hen, seksueel misbruikt hebben. De twee hoofdverdachten zijn in 2019 tot 13 en 12 jaar gevangenisstraf veroordeeld.

## Bezienswaardigheden
Al jaren bevindt zich hier een ooievaarreservaat, waar vogels nestelen op door de mens aangebrachte nesten (palen met een soort van wiel in de top).
De uit ca. 1100 daterende en in de 15e eeuw gerenoveerde, evangelisch-gereformeerde dorpskerk bezit een fraaie, 16e-eeuwse monumentale kansel. Interessant zijn de bijbelse afbeeldingen, voorzien van in plaatselijk dialect geschreven bijbelcitaten.
Een fraai beekdal (natuurreservaat) is dat van de Ilsenbach tussen Elbrinxen en Falkenhagen.

## Afbeeldingen

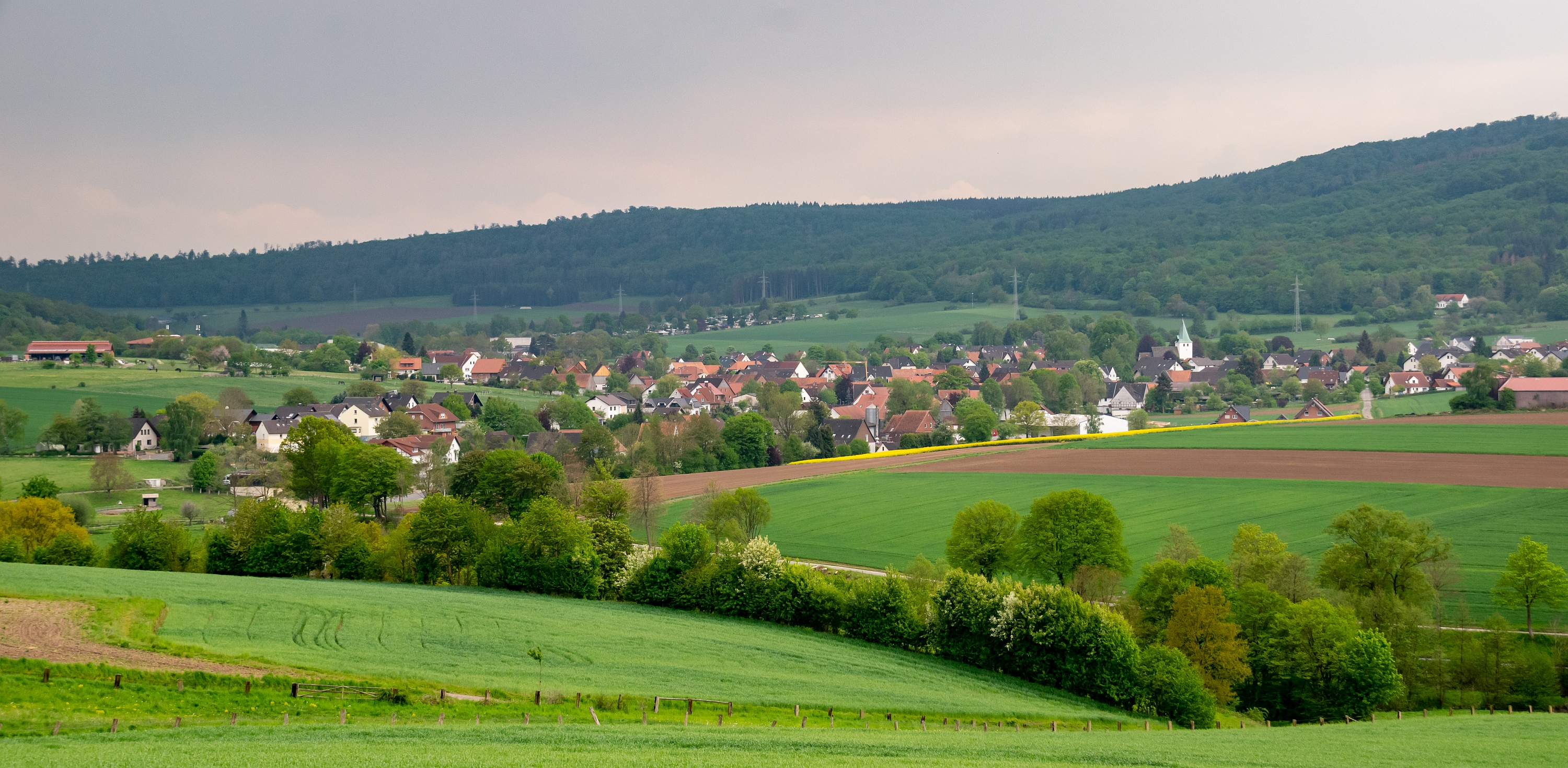
Gezicht op Elbrinxen
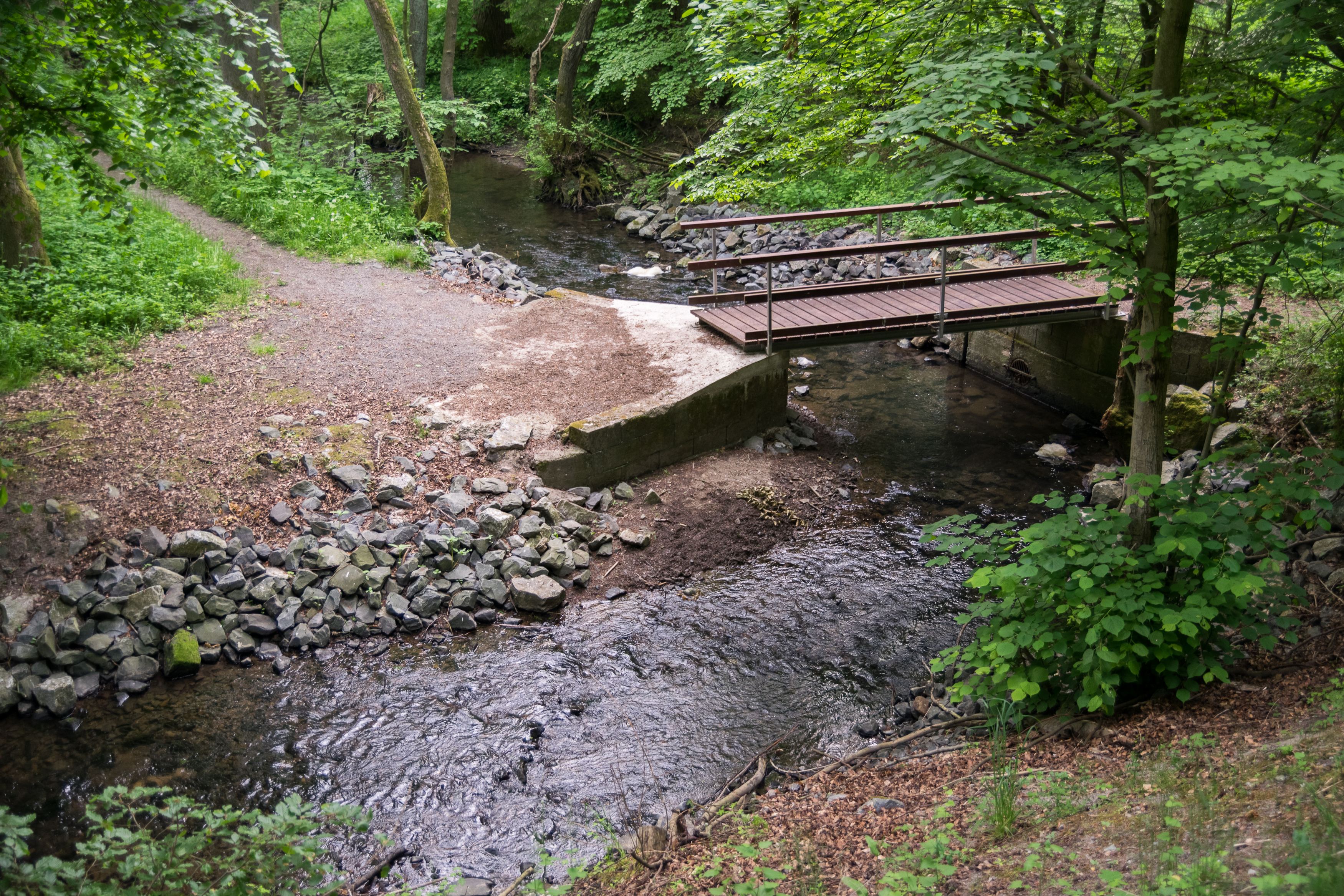
De Ilsenbach
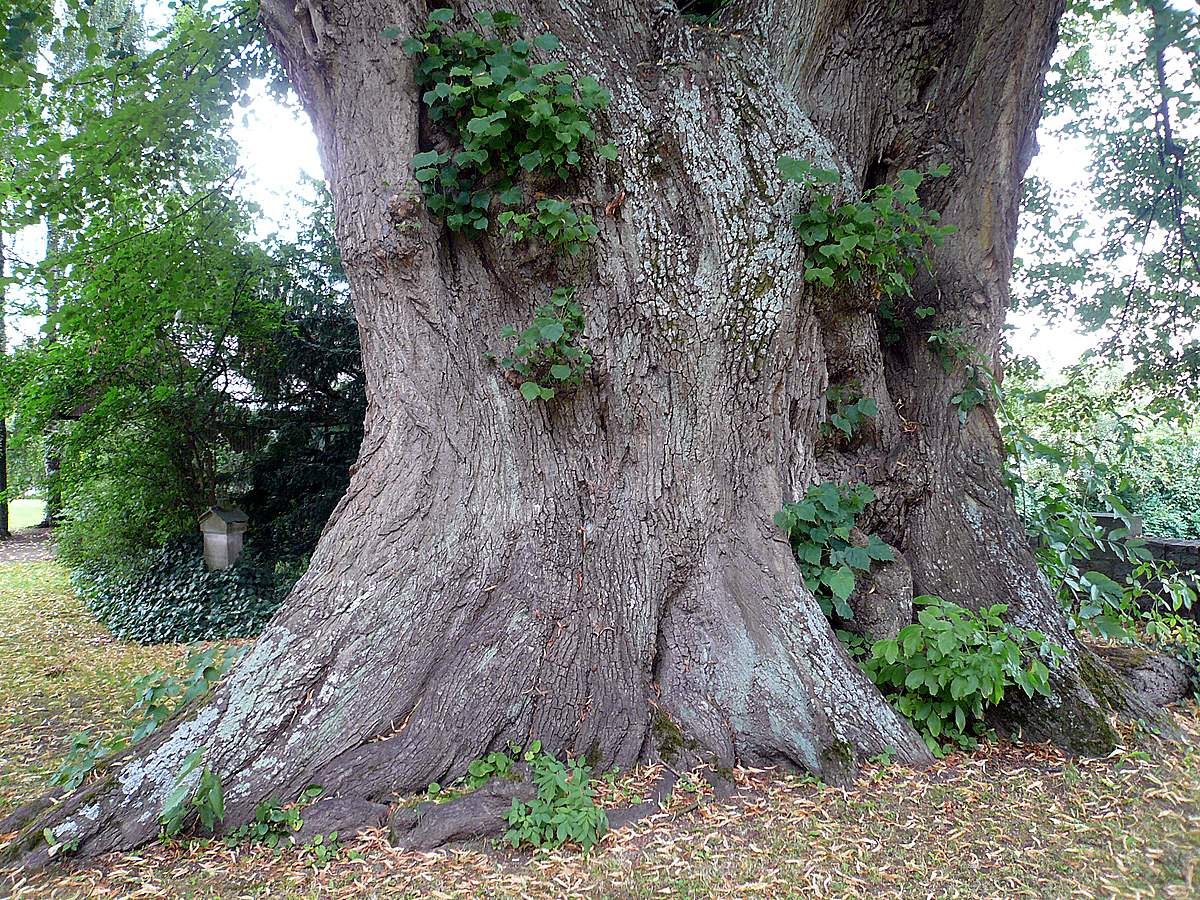
Wittekind-lindeboom, bij Elbrinxen, mogelijk 13e-eeuws
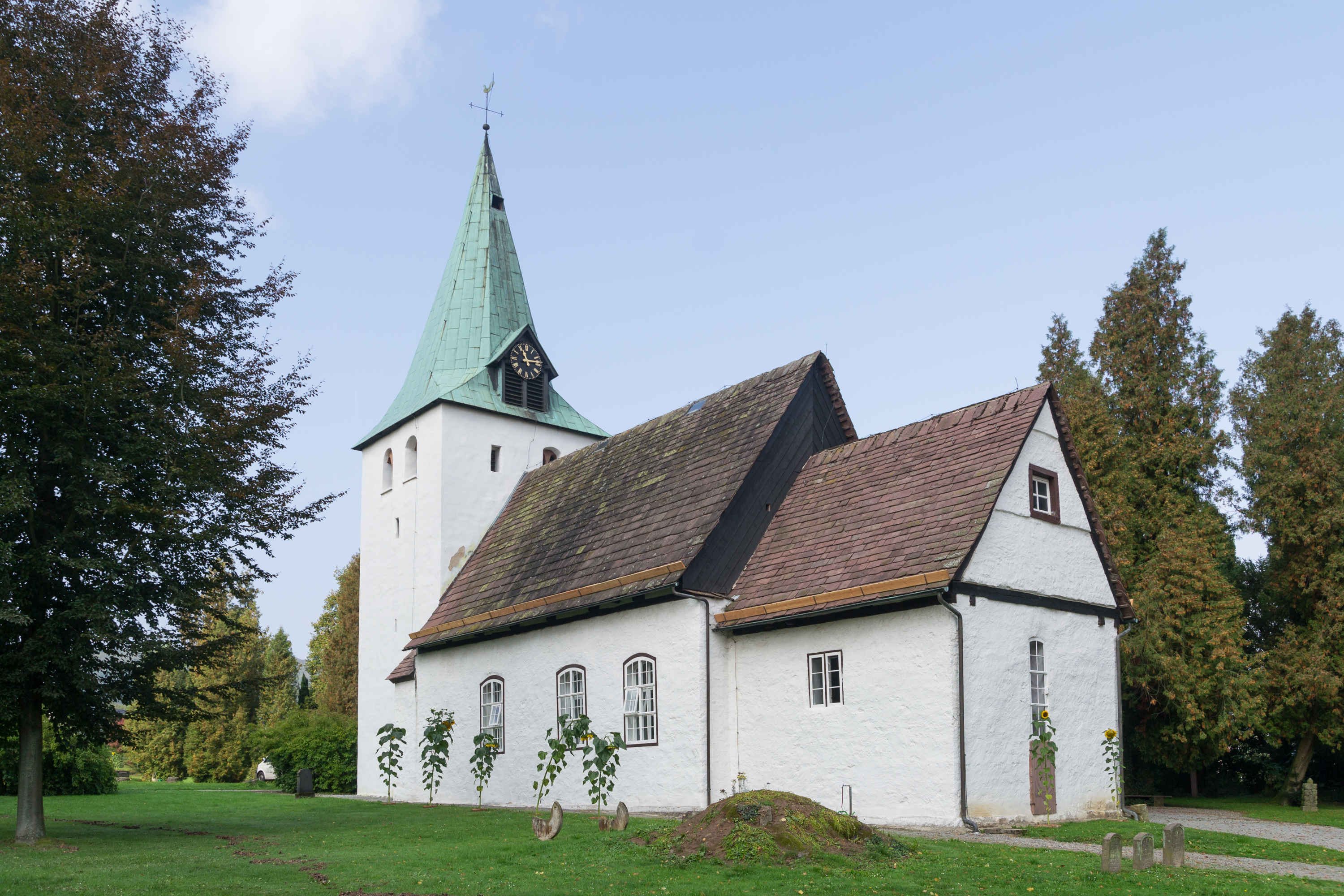
Evang.-geref. kerk, Elbrinxen
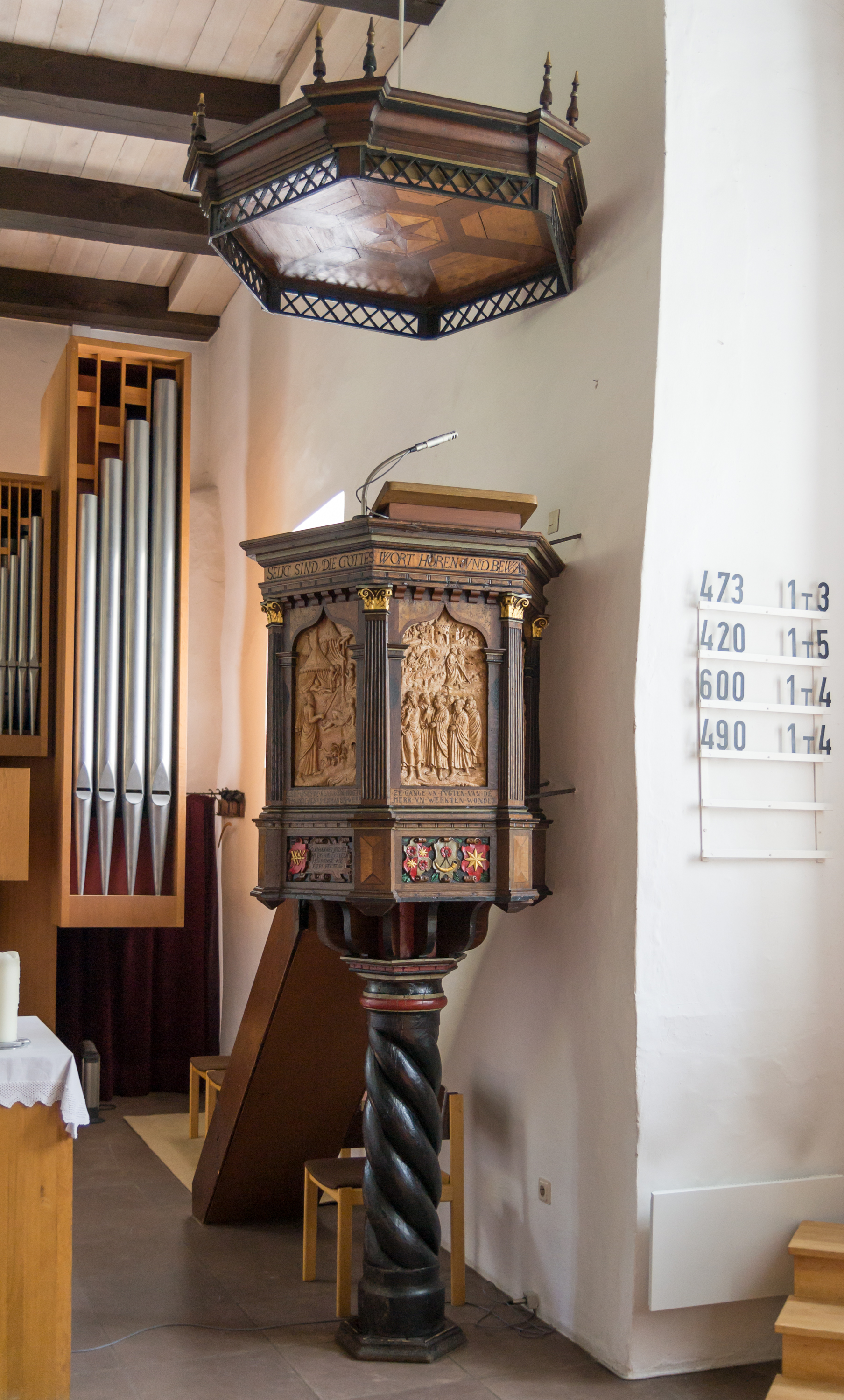
16e-eeuwse kansel in deze kerk